# Чед Лоу
Чарлс Конрад „Чед“ Лоу (енгл. Charles Conrad „Chad“ Lowe) је амерички глумац, рођен 15. јануара 1968, у Дејтону, Охајо, САД. Млађи је брат глумца Роба Лоуа.